# Вариант (биология)
Вариант или генетический вариант (геновар) — термин в микробиологии, в том числе вирусологии, использующийся для описания подтипа микроорганизма, который генетически отличается от основного штамма, но недостаточно отличается, чтобы его можно было назвать отдельным штаммом. Аналогичное различие проводится в ботанике между различными культивируемыми разновидностями одного вида растений, называемых сортами.
По состоянию на 2013 год в номенклатуре для вирусов «нет общепринятого определения терминов „штамм“, „вариант“ и „изолят“, и большинство вирусологов просто копируют термины».
На 2020 год, в контексте версии вируса SARS-CoV-2 сайт Центров США по контролю и профилактике заболеваний сообщал: «В настоящее время в контексте этого варианта термины „вариант“, „штамм“ и „происхождение“, как правило, используются научным сообществом взаимозаменяемо».